# Гессенські найманці

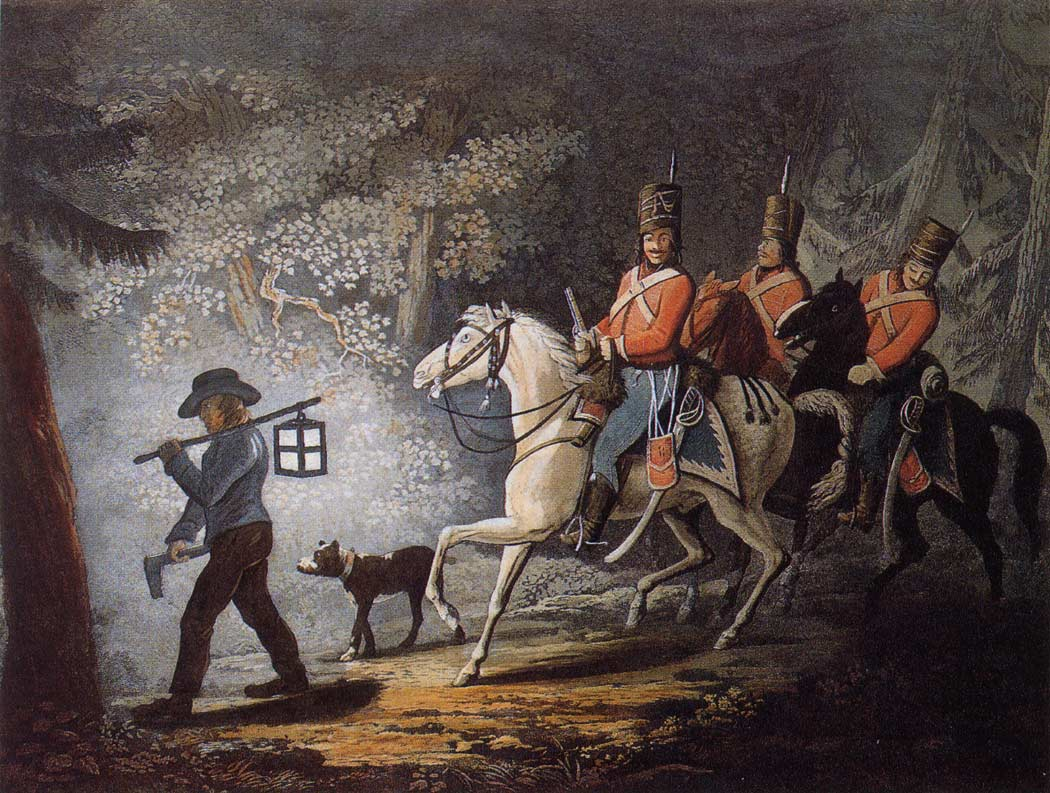
Гессенські солдати в Америці

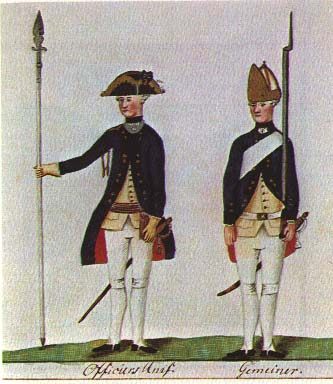
Стрілець полку фузилерів фон Кніпгаузена 1783 р. - офіцер і рядовий

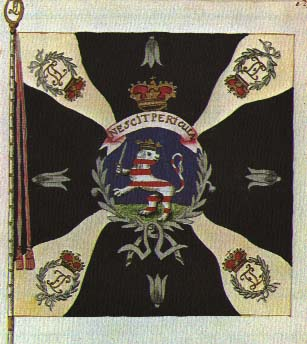
Стрілецький полк фузилерів фон Кніпгаузена 1783 р. - прапор

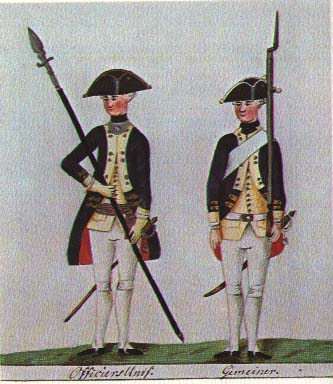
Мушкетерський полк фон Донопа 1783 - офіцер і рядовий

Гессенські найманці — загальна назва сформованих і навчених військових угрупувань з Гессена та інших німецьких князівств, що служили найманцями інших держав. З кінця XVII століття і протягом усього XVIII століття ландграф Гессен-Кассельський здійснював справжню торгівлю солдатами, яка полягала в позичанні своїх військ іншим країнам за гроші. Невелика німецька держава з приблизно 300 000 жителів утримували відносно велику армію з 40 000 солдатів.

## Німецькі наймані армії XVIII ст.
Хоча в 17 і 18 століттях серед монархів того часу було звичайною практикою позичати свої військові частини, особливо відомими в цій галузі були ландграфи Гессен-Касселя, які дуже часто позичали свої військові контингенти іншим країнам в обмін на гроші.
Найвідомішим є позика чудово оснащених і навчених гессенських військ ландграфом Фрідріхом II своєму племіннику, королю Великої Британії Георгу III, щоб допомогти відновити підпорядкування американських колоній під час Війни за незалежність США. Фрідріх використовував значні кошти, отримані з цього приводу, на утримання свого двору та проведення будівельних робіт у державі. Завдяки торгівлі солдатами він був одним із найбагатших німецьких князів.

## 1687-1775 роки
У 1687 році Карл I Гессенський надіслав венеційцям тисячу солдатів для боротьби з Туреччиною. У 1702 році Британія та Нідерланди законтрактували загалом 9000 військових. У 1706 році 11 000 гессенців воювали в Італії проти французів. З усіх країн, які використовували найману армію, Британія завжди була найкращим клієнтом.
У 1743 році у війні за австрійську спадщину гессенці воювали по обидва боки фронту -- в армії короля Великої Британії Георга II і в частинах баварського правителя Карла VII, які воювали проти британців. У 1745 році гессенці відмовилися воювати проти якобітів, оскільки умови обміну полоненими не були достатньо узгоджені.
Коли в 1756 році почалася Семирічна війна, ландграф Вільгельм VIII Гессенський підтримав Пруссію та Велику Британію. Герцогство Гессен-Кассель також стало полем битви, його територія кілька разів була окупована Францією.

## 1775-1783 роки
У 1775 році, коли спалахнула суперечка Лондона з американськими колоністами, Велика Британія найняла 16 992 гессенських солдатів. Відповідну угоду було укладено 15 січня 1776 року. Це було досить вигідно для Гессен-Касселя. Британський король встановив офіційний оборонний союз з цією країною, і гессенці зберігали власних військових командирів, генералів і командування німецькою мовою.

### Суперечка в Німеччині
На рубежі 1775/1776 рр. ця практика була вперше піддана критиці по всій Німеччині, тим більше, що солдатів, які приєднувалися до армії, іноді просто жорстоко викрадали. Спокуса вдатися до таких рішучих заходів була великою, оскільки кредитування найманців було дуже прибутковим. Це стосувалося не тільки Гессен-Кассельської армії, хоча вона була найбільшою з найманих армій Європи, а й також демократичної Швейцарії.
Проти рекордно великого примусового набору найманців (для Георга III) Гессен-Касселем, герцогствами Брауншвайг-Люнебурзьким, Ансбахським і Ангальт-Цербстським у період 1775-1777 рр. виступили багато німецьких письменників, такі як: Йоганн Ґотфрід Зойме, Йоганн Пецль, Максиміліан Клінґер та Андреас Ґеорґ Ребман.

### Переправа до Америки
У лютому 1776 року Фрідріх II Гессенський проінспектував першу хвилю військ, які мали бути відправлені до Америки. Огляд проходив у присутності великого скупчення мирних жителів, що значно підвищило бойовий дух солдатів. Подорож розпочалася лише 29 лютого. Полк під командуванням полк. Мінніґероде та кілька інших полків рушили до Бремена, де за армією спостерігав натовп глядачів. Щаванаження на кораблі 1-ї гессенської дивізії відбувалося після останнього огляду військ у порту Бремерлее (сьогодні Бремергафен) з 15 до 23 квітня 1776 року.
У каютах на кораблях було дуже тісно. У бійців були матраци, вовняні подушки, дерев'яні ложки та залізні чашки. У неділю солдати отримували порцію гороху і сала (2 кг на 6 осіб), масло, сир і 2 кг м'яса на особу щодня, крім неділі. По суботах солдатам видавали чотири малі кухлі пива і кухоль рому, а також підвищену пайку хліба та сиру.
27 квітня флот із 44 кораблів з гессенцями досяг Портсмута в Англії, де британські солдати влаштували гессенцям сердечну зустріч.
Богослужіння відбулося 28 квітня. У кожного солдата був молитовник. 6 травня величезний британський флот із 150 кораблів із 12 500 гессенцями покинув Портсмут. Флот супроводжували озброєні фрегати. Подорож була незручною і довгою.
17 серпня флот досяг Сенді-Гук біля гавані Нью-Йорка. Лише 12 людей померло під час плавання, але багато хто страждав від цинги. Німців зустріли з ентузіазмом.

### Гессенські солдати у сприйнятті американців і англійців

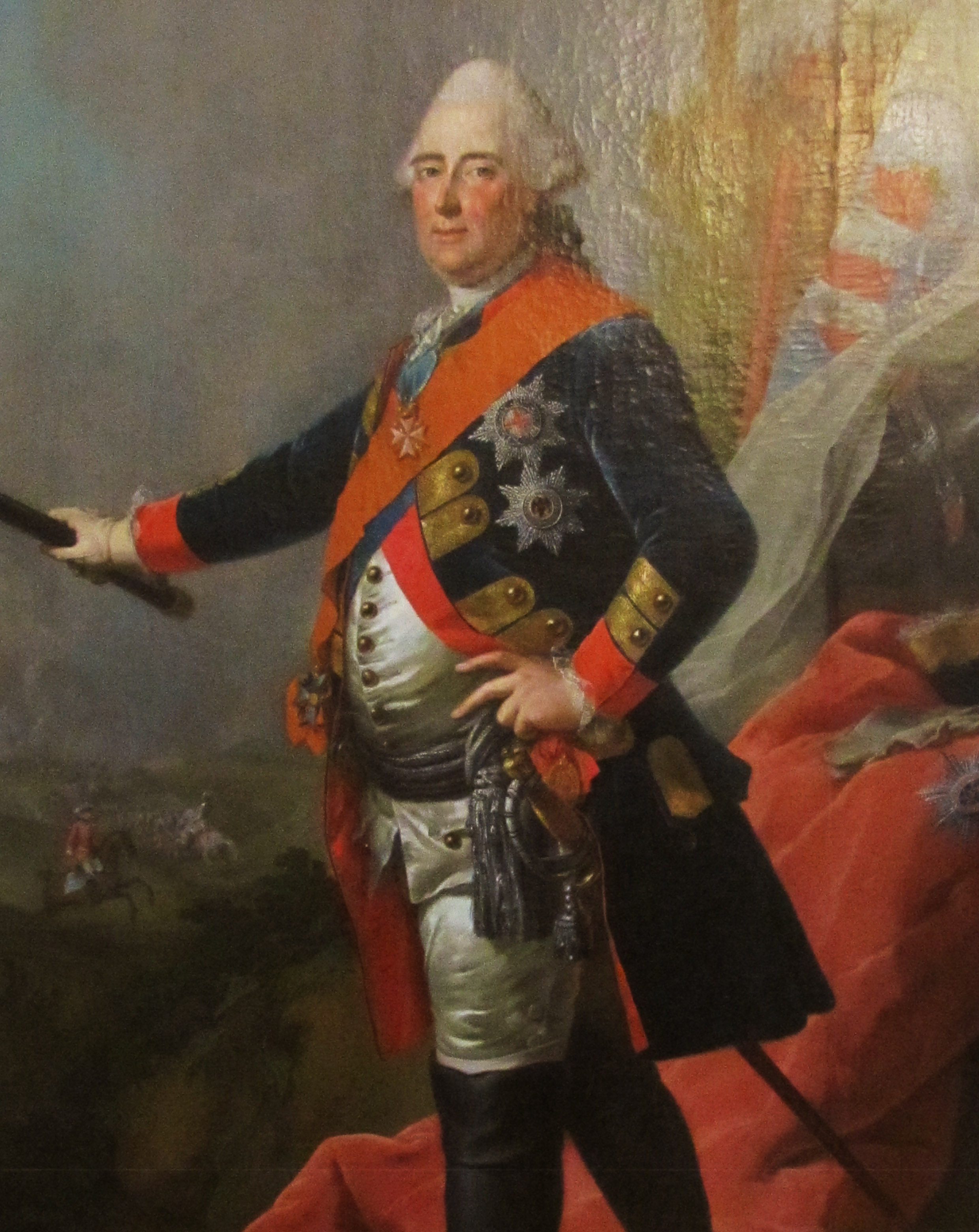
Фрідріх II Гессенський

Оскільки 16 992 із загальної кількості 30 067 військ прийшли з Гессен-Касселя, британські генерали називали всіх німецьких допоміжних військ гессенцями („Hessians”).
Всього ландграф Фрідріх II Гессенський відправив до Америки в 1776 році 4 батальйони гренадерів, 15 батальйонів піхоти, 2 роти єгерів і 3 роти артилерії. Його син і наступник, тодішній граф Ганау Вільгельм I і ландграф з 1785 року, також надіслав кілька рот у 1776 році. Солдати зазвичай мали небесно-блакитний або синій мундир, за винятком єгерів, які мали зелений.
Гессенці зазвичай були озброєні гладкоствольними мушкетами. Гессенська артилерія використовувала 3-фунтові гармати. Спочатку полки складалися з 500–600 чоловік. Далі у війні лише 300–400 чоловік.
Згідно з думкою британського лейтенанта про гессенських солдатів від 23 березня 1778 року, гессенці були хоробрі і добре навчені, але маломобільні для американських умов. Гессенці чудово атакували багнетами, прикріпленими до мушкетів. Їх напади викликали паніку серед колоністів Континентальної армії.
Страшні історії про жорстокість гессенців укорінилися в американській історіографії, швидше за все, через поширення колоністами, які вигадували їх, щоб переконати нерішучих взяти до рук зброю і боронитися.
Американці намагалися вплинути на гессенців за допомогою відповідної контрпропаганди. Були спроби схилити їх до дезертирства і приєднаня до вже значної кількості німецьких колоністів в Америці. Для цього поширювались спеціальні листівки. В одній з них була обіцянка 50 акрів (0,2 км²) землі для кожного дезертира. У серпні 1777 року з'явився сатиричний лист «Продаж гессенців», невідомий автор якого стверджував, що гессенським очільникам більше подобалася смерть, аніж життя їхніх солдатів. У 1874 році Джон Біґелоу переклав листа з французької на англійську та припустив, що його автором міг бути Бенджамін Франклін.

### Дії в Америці
Битва при Лексинґтоні та Конкорді, перша битва у Війні за незалежність США, відбулася 19 квітня 1775 року, ще без участі гессенців.

#### 1776 рік
Відразу після висадки в Нью-Йорку гессенцям довелося зняти всі срібні прикраси зі своїх мундирів, як це зробили раніше англійці, щоб не бути надто легкою мішенню для американських стрільців.
22 серпня англо-гессенська армія була завантажена на кораблі, а 24 числа того ж місяця о 10:00 ранку 22 тис. війська висадилися на Лонг-Айленді і відновили марш через Нью-Утрехт до Флетбуша. У битві при Лонґ-Айленді (27 серпня) 10 000 американців були розбиті та відступили на Бруклінські висоти, втративши 1400 чоловік. Англо-гессенська армія втратила лише 375 осіб.
15 вересня британці, що наступали з Лонґ-Айленда, перетнули Іст-Рівер і знищили американські війська в Кіпс-Бей (нині 34-та вулиця). Джордж Вашингтон відступив на північний захід Мангеттена (сьогодні там розташований Колумбійський університет). Одна британсько-гессенська група безуспішно штурмувала пагорби Гарлема (Битва на пагорбах Гарлема).
12 жовтня 1776 генерал Вільям Гау не зміг перетнути міст Лонґ-Айленд-Саунд. 18 жовтня ( битва при Пеллс-Пойнт ) Гау спробував атакувати Пелем ( Нью-Йорк ). Американці затримали його наступ, відступивши в бік Війт-Плейнс. 27 жовтня британці напали на форт Вашингтон і зазнали (особливо гессенці) великих втрат.
Битва при Вайт-Плейнс у понеділок, 28 жовтня 1776 р. (сьогодні графство Вестчестер) принесла перемогу англо-гессенській армії. Особливо добре впоралися гессенські гренадери на правому крилі. Близько 18:00 армія Вашингтона запанікувала й почала тікати, складна місцевість завадила переможному переслідуванню. Тому Вашингтон побудував нові укріплення. Гессенський капітан Евальд з єгерської стрілецької роти оцінив свої втрати в 1000 солдатів. В американців було те саме.
6 листопада 3-тя колона гессенських гренадерів сформувала варту для захисту армій від вилазок американців. 9-10 листопада Вашингтон сховав свої війська за річкою Кротон і перетнув річку Гудзон з частиною своєї армії на північний захід Нью-Джерсі. 12 листопада англо-гессенська армія відійшла до садиби Ван-Кортландт, 16-17 листопада 1776 року підійшла до форту Вашингтон. Після втрат близько 450 осіб американці (2800 військових) здали форт. У вирішальному штурмі брав участь солдат Ніколаус Шиллінґ . У битві відзначився гессенський полководець Вільгельм фон Кніпгаузен .
19 листопада гессенські гренадери здійснили марш до Філліпсбурга на річці Гудзон (їхня місія на сьогодні неясна). 20 листопада частина англо-гессенської армії під командуванням лорда Корнволліса перетнула Гудзон (на плоскодонних човнах), щоб атакувати форт Лі, покинутий наляканими захисниками.
Армія продовжила марш від мису Берґен до Таппана (21 листопада), Нового мосту та Гакензака (23 листопада) і розбила табір навколо останнього. Вона підійшла до Секонд-Рівер (25 листопада) (Passaic-Acquackanonck), потім (26 листопада) розташувалась у Ньюарку (Нью-Джерсі). 29 листопада вона пройшла повз Ньюарк і Елізабеттаун. Корпус полк. Карла фон Донопа (з гессенськими гренадерами) взяв Равей у ніч на 30 листопада.
З 1 по 5 грудня вся армія йшла вздовж річки Рарітан до штату Нью-Брансвік. Наступного дня гессенські гренадери розташувалися табором біля дороги. 8 грудня армія вирушила на Трентон, полковник фон Доноп (з гессенськими гренадерами) опинився праворуч від міста. Наступного дня Доноп і 300 гренадерів досягли Берлінґтона (5 годин від Трентона на річці Делавер, де був пором до Філадельфії).
14 грудня полковник Ралль взяв Трентон. 26 грудня 1776 року Вашингтон і його армія перетнули річку Делавер, захопивши зненацька три гессенські полки в Трентоні, Нью-Джерсі. Полковник Ралль загинув під час атаки, коли командував трьома полками.
До Касселя дійшла фальшива звістка про полон 8000 гессенців, що викликало паніку в столиці Гессен-Кассель. Нібито врятувались лише 800 солдатів. Насправді в полон потрапило 900 гессенців у Трентоні. Гессенські батальйони фон Мінніґероде і фон Лінзінґа, а також єгері були в той час у Бордентауні.

#### 1777 рік
2 січня 1777 полковник Доноп з гренадерами, єгерями та легкою піхотою був у Мейденгеді. Невдовзі прибув лорд Корнволліс з усією армією. Увечері армія вирушила до Трентона. Батальйон фон Мінніґероде разом з рештою розгромленого підрозділу зайняв позицію на місцевому пагорбі, спостерігаючи дорогу з Аллентауна до Трентона. Вашингтон стояв за Assunpink у Трентоні.
3 січня англійці та гессенці дізналися про відхід Вашингтона і після артилерійського обстрілу швидко вирушили до Прінстона. Вашингтон виграв битву за Прінстон. З 1 до 14 лютого Вашингтон мав штаб-квартиру в Моррістауні ( Нью-Джерсі ).
У період з 15 лютого по 13 червня відбулися сутички навколо Бавнд-Брука; у Прінстоні, Равей, Вестфілді, Квіблтауні і Амбой. 13 квітня відбулася битва при Бавнд-Бруку, яка завершилася перемогою гессенців і британців.
13 червня англійці та гессенці вирушили з Нью-Брансвіка до річки Міллстоун. Гессенські гренадери (три батальйони) зайняли позицію в Гіллсборо.
14 червня британці та гессенці розбили табір між Міллстоуном і Міддлбушем. Вашингтон відправив команди, щоб переслідувати тих, хто просто ставив намети. 22 червня американський командувач захопив Квіблтаун і Семптаун. 23 червня англійці та гессенці вирушили до Амбоя . 25 червня гессенські гренадери атакували американців багнетами і завдали їм значних втрат, повернувши три гармати, раніше втрачені в Трентоні в грудні 1776 року попереднього року.
26 червня 1777 року на марші від спеки загинуло 20 чоловік. Наступного дня англійці та гессенці двома колонами відступили до Равея, який був захищений річкою Равей. 28 червня вони повернулися в Амбой. У ніч з 28 на 29 червня більша частина армії перетнула Принс-Бей на шляху до Стейтен-Айленда. 30 червня вся армія розташувалась на поромній переправі в Біллопі.
З 4 по 9 липня 1777 року батальйон фон Мінніґероде та решта 3 гренадерських батальйони завантажилися на пором у портах Декерс-Феррі, Коул-Феррі, Сімонсенс-Феррі та Райзенс-Феррі на Стейтен-Айленді. 5 і 6 липня відбулася битва при форті Тікондерога (1777), в якій перемогла британська і гессенська армії.
20 липня 1777 року 260 кораблів із 15 000 британсько-гессенських військ під командуванням Ген. Стейтен-Айленда, штат Нью-Йорк, висадилися на Туркі-Пойнт у протоці річки Елк.
19 серпня відбулася битва при Паулюс-Гуку ( провінція Нью-Джерсі ) — ефективний наступ американської кавалерії.
Між 17 вересня та 8 жовтня 1777 року британці та гессенці програли серію боїв, відомих як битва під Саратоґою. Джону Берґойну довелося капітулювати. Близько 2000 британців і 1900 німців були ув'язнені в Albemarle Barracks, таборі для військовополонених у Шарлоттсвіллі, штат Вірджинія, де вони перебували до 1781 року, потім були переведені в Ланкастер, штат Пенсільванія, де вони залишалися ще два роки до кінця війни в 1783 році.

#### 1778-1781 роки
Деякі гессенці брали участь майже в кожній битві війни 1776-1783 рр., але після 1777 р. вони в основному використовувалися як гарнізонні війська.
Коли генерал Генрі Клінтон (1738–1795) відплив із 8500 чоловіками до Савани, щоб приєднатися до Марка Прево в грудні 1779 року, гессенський генерал Вільгельм фон Кніпгаузен (1716–1800) був призначений охороняти Нью-Йорк. Деякі гессенці воювали в Південній кампанії 1778–1780 років.
Після капітуляції Йорктауна (28 вересня — 17 жовтня 1781) багато гессенців також потрапили в полон. У самій битві брали участь два гессенські полки.

## Німецькі військові частини увійні за незалежність США
| Країна кредитування військ | Скільки пішли воювати в Америку | Скільки не повернулося |
| -------------------------- | ------------------------------- | ---------------------- |
| Гессен-Кассель             | 16 992                          | 6500                   |
| Гессен-Ганау               | 2422                            | 981                    |
| Брауншвейг-Люнебург        | 5723                            | 3015                   |
| Ансбах-Байройт             | 2553                            | 1178                   |
| Ангальт-Цербст             | 1152                            | 168                    |
| Вальдек                    | 1225                            | 720                    |

Герцогство Ангальт-Цербстське
- «фон Раушенплятт» полк герцогині Ангальтської
- стрілецька рота «фон Нуппенау».

Герцогство Ансбах-Байройт
- 1-й полк Ансбах-Байройт (пізніше відомий як полк фон Вольта; 1-й батальйон Анспах)
- 2-й полк Ансбах-Байройт (пізніше відомий як полк Сейботен; 2-й батальйон Анспах)
- Анспахські єгері

Герцогство Брауншвейг-Люнебург

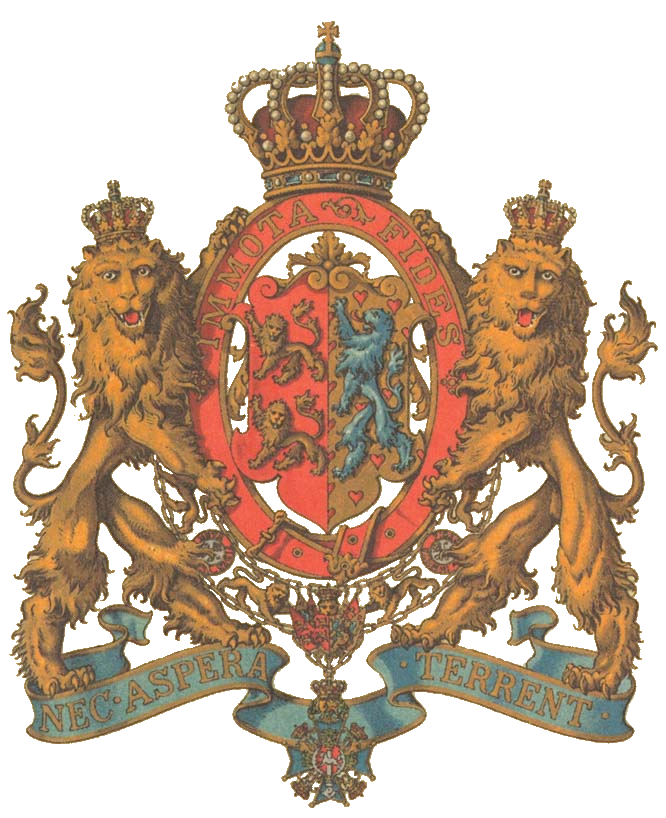
Герб герцогів Брауншвайзького і Люнебурзького

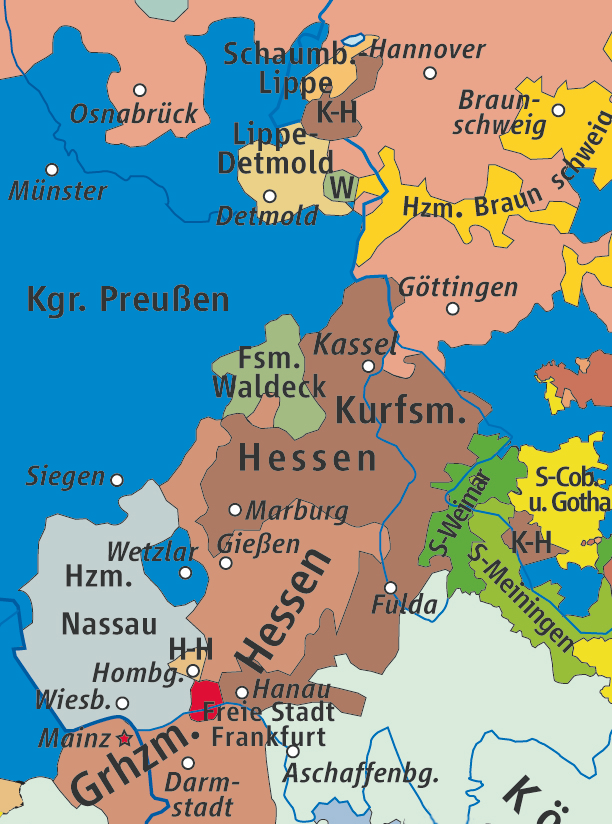
Карта Гессен-Касселя

- Драгунський полк принца Людвіґа Ернста
- Гренадерський полк Бреймана
- Полк легкої піхоти фон Барнера
- Мушкетерський полк Рідезеля
- Мушкетерський полк Шпехта
- Полк принца Фрідріха
- Полк фон Ретца
- Зведений полк фон Еренкрока
- зведений полк фон Барнера

Гессен-Кассель
- Chasseurs
- зведений полк фон Лооса
- Стрілецький полк фузильєрів фон Дітфурта
- Стрілецький полк фузильєрів Спадкового принца (пізніше мушкетерський полк герцога Фрідріха (1783))
- Полк фузильєрів фон Кніпгаузена
- Стрілецький полк фузильєрів фон Льоссбурґа
- Гренадерський полк фон Ралля (пізніше фон Вольварта (1777); фон Трюмбаха (1779); фон д'Ангелеллі (1781))
  - 1-й гренадерський батальйон фон Лінсінґе
  - 2-й гренадерський батальйон фон Блока (пізніше фон Лєнґерке)
  - 3-й гренадерський батальйон фон Мінніґероде (пізніше фон Льовенштайна)
  - 4-й гренадерський батальйон фон Келера (пізніше фон Ґраффа; фон Плятте)
- Гарнізонний полк фон Бюнау
- Гарнізонний полк фон Гуйна (пізніше фон Бенінґа)
- Гарнізонний полк фон Штайна (пізніше фон Зайца; фон Порбека)
- Гарнізонний полк фон Віссенбаха (пізніше фон Кнобляуха)
- стрілецький корпус (єгерський) Гессен-Касселя
- Лейбгвардійський піхотний полк (пізніше мушкетерський полк Ербпринца)
- Мушкетерський полк фон Донопа
- Мушкетерський полк фон Трюмбаха (пізніше фон Бозе (1779))
- Мушкетерський полк фон Мірбаха (пізніше Юнг фон Льоссбурґа (1780))
- Мушкетерський полк принца Карла
- Полк мушкетерів фон Вутґенау (пізніше ляндграфа (1777); лейбгвардійський піхотний полк (1783))

- Артилерійська рота Пауша

Герб Ганау

- стрілецький (єгерський) корпус Кройцбурґа
- Фрайкорпс Янеке
- Полк ербпринца

Вальдек
- 3 полк Вальдека

## Повернення або поселення в США
Загалом з 1776 до 1782 року було відправлено 30 067 солдатів, з яких 12 562 не повернулися (7 754 загинули, а 4 808 залишилися в Америці, осівши там).
17 313 повернулися до Німеччини. Близько 5000 оселилися в США та Канаді, зазвичай одружуючись з жінками ненімецького походження. Деякі навіть не могли повернутися до Німеччини, тому що в деяких випадках їхні власні командири не бажали цього. Дехто з них були в минулому гессенськими бандитами, загнаними до найманої армії. Багато хто з гессенців в Америці стали ремісниками і землеробами. Чисельність їхніх нащадків сьогодні визначити важко.
У 1786 році ландграф Гессен-Касселя отримав від Великої Британії 471 000 фунтів стерлінгів як компенсацію за втрачених солдатів.

## 1798 - Ірландія
Британський уряд використовував багатьох найманців з Гессена для придушення ірландського повстання 1798 року, організованого Об'єднаними ірландцями. Гессенці висадилися в гавані Корк. Вони брали участь у битвах при Вінеґар-Гілл і Фоулксміллс, вчиняючи жорстокості супроти мешканців Вексфорда в 1798 році.

## Гессенські найманці в американській поп-культурі
- В оповіданні Вашингтона Ірвінґа 1819 року «Легенда про Сонну Балку» (оригін. The Legend of Sleepy Hollow) йдеться про «Вершника без голови», якого також називають «Галопуючим гессенцем».
- У 1909 році режисер Девід Ллевелін Ворк Ґріффіт зняв фільм «Гессенські ренеґати» . Гессенці представлені там як злісні потвори, що полюють на американського солдата, який намагається донести важливе повідомлення.
- У 1950 році в анімаційному фільмі «Кролик Баґз-Банні » (Bugs Bunny) є персонаж Сем фон Шмамм, гессенець.
- У комп’ютерній грі Age of Empires III: The War Chiefs 2006 року багато сценаріїв включають боротьбу Континентальної армії з гессенцями.

## Виноски
1. ↑  Comments on Hessian Troops, 1778, архів оригіналу за 17 листопада 2007, процитовано 18 березня 2023
2. ↑  Hessian Soldier.
3. ↑  Listing of hessian soldiers of the revolution (ang.) [dostęp 11.02.2012].
4. ↑  Robert M. Webler, Żołnierze niemieccy pozostali w Massachusetts i stanach sąsiednich (ang.) [dostęp 11.02.2012].

## зовнішні посилання
- Земля Гессен-Кассель
- Mundury armii heskiej walczącej w wojnie rewolucyjnej amerykańskiej. vondonop.org.
- Історична асоціація Йоганнеса Швальма - веб-сайт організації, яка займається пошуком гессенських предків сучасних американців